# Шарик Леон
Шарик Леон (на испански: Zharick Leon) e колумбийска актриса и модел.

## Биография и актьорска кариера
Шарик Леон родена на 17 ноември 1974 г. в град Картахена, Колумбия. Има син от актьора Мартин Карпан. Учила е комуникации и решава да се премести в Богота, за да развива актьорска кариера.
Участвала е в 9 сериала, но само 3 са известни в България. Шарик Леон става известна с ролята си на певицата Росарио Монтес в теленовелата „Трима братя, три сестри“. Там се запознава с колегите си Паола Рей, Наташа Клаус, Дана Гарсия, Майкъл Браун и др., който ѝ партнират в новелата. Първата си главна роля, получава в колумбийската новела „Къде отива Соледад“. Участва в римейка на теленовелата „Вдовицата в бяло“. Отначало актрисата е пожелала ролята на Алисия, не само защото е красива, но и защото гардеробът на Алисия е пълен, а на нейния персонаж в новелата – Илуминада Урбина, почти празен. По-късно Леон се е примирила с ролята си, въпреки че все още в кариерата си е съперница на Итати Канторал и въобще не се понасят и поздравяват.

## Филмография
- Нарушени обещания (La promesa) (2012) – Индира
- Бялата линия (La rita blanco) (2012) – Сара Мендоса
- Доня Бея (Donna Bella) (2010) – Доня Бея
- Борбата на Пола (La Pola) (2010) – Катарина Салвариета
- Любов на кредит (Sobregiro de amor) (2007) – Лилиана Ерера
- Вдовицата в бяло (La vuida de blanco) (2006) – Илуминада Урбина
- Танцът на живота (La baile de la vida) (2005) – Луна Фореро
- Дора, или любовния триъгълник (Dora, la celadora (2004) – Дора
- Не се предавай Саломе (No renuncies Salome) (2003) – Лаура
- Трима братя, три сестри (Pasion de gavilanes) (2003) – Росарио Монтес
- Къде отива Соледад (A donde va Soledad) (2000) – Соледад Ривас
- Наричат ме Лолита (Me llaman Lolita) (1999) – Маргарита, Маргара
- Amor en forma (1998) – Виктория
- Две жени (Dos mujeres) (1997) – Каролина Урданета